# 布基纳法索国徽
布基納法索國徽的现行版本啟用於1997年，仿照上沃爾特共和国國徽設計。為盾徽，繪有國旗圖案。盾後有兩枝交叉的矛，兩側有兩隻白馬守護。上方綬帶書以國名。下方綬帶書以國家格言「統一、進步、正義」，兩側繪有玉米，上方繪有書本。

## 历代国徽
- 1961年-1984年
- 1984年-1997年
- 1997年-至今